# Erythroecia hebardi
Erythroecia hebardi är en fjärilsart som beskrevs av Henry Skinner 1917. Erythroecia hebardi ingår i släktet Erythroecia och familjen nattflyn. Inga underarter finns listade i Catalogue of Life.